# Albo d'oro della Coppa del Re

## Albo d'oro
| Anno/stagione | Vincitore                                                             | Risultato                                                             | Finalista                                                             | Stadio                                                                | Spettatori                                                            |
| ------------- | --------------------------------------------------------------------- | --------------------------------------------------------------------- | --------------------------------------------------------------------- | --------------------------------------------------------------------- | --------------------------------------------------------------------- |
| 1903          | Athletic Bilbao                                                       | 3-2                                                                   | Real Madrid                                                           | Hipódromo de la Castellana, Madrid                                    | —                                                                     |
| 1904          | Athletic Bilbao                                                       | a tavolino                                                            | Español Madrid                                                        | Tiro del Pichón, Madrid                                               | —                                                                     |
| 1905          | Real Madrid                                                           | 1-0                                                                   | Athletic Bilbao                                                       | Tiro del Pichón, Madrid                                               | —                                                                     |
| 1906          | Real Madrid                                                           | 4-1                                                                   | Athletic Bilbao                                                       | Hipódromo de la Castellana, Madrid                                    | —                                                                     |
| 1907          | Real Madrid                                                           | 1-0                                                                   | Club Vizcaya                                                          | Hipódromo de la Castellana, Madrid                                    | 6.000                                                                 |
| 1908          | Real Madrid                                                           | 2-1                                                                   | Vigo Sporting                                                         | Campo de O'Donnell, Madrid                                            | 4.000                                                                 |
| 1909          | Club Ciclista                                                         | 3-1                                                                   | Español Madrid                                                        | Campo de O'Donnell, Madrid                                            | —                                                                     |
| 1910 UEFC     | Athletic Bilbao                                                       | 1-0                                                                   | Vasconia                                                              | Ondarreta, San Sebastián                                              | —                                                                     |
| 1910 FEF      | Barcellona                                                            | 3-2                                                                   | Español Madrid                                                        | Tiro del Pichón, Madrid                                               | —                                                                     |
| 1911          | Athletic Bilbao                                                       | 3-1                                                                   | Espanyol                                                              | Campo de Jolaseta, Bilbao                                             | —                                                                     |
| 1912          | Barcellona                                                            | 2-0                                                                   | Gimnástica                                                            | La Industria, Barcellona                                              | —                                                                     |
| 1913 UEFC     | Barcellona                                                            | 2-1                                                                   | Real Sociedad                                                         | La Industria, Barcellona                                              | —                                                                     |
| 1913 FEF      | Rácing de Irún                                                        | 1-0                                                                   | Athletic Bilbao                                                       | Campo de O'Donnell, Madrid                                            | —                                                                     |
| 1914          | Athletic Bilbao                                                       | 2-1                                                                   | Espanya                                                               | Costorbe, Irun                                                        | —                                                                     |
| 1915          | Athletic Bilbao                                                       | 5-0                                                                   | Espanyol                                                              | Amute, Irun                                                           | 5.000                                                                 |
| 1916          | Athletic Bilbao                                                       | 4-0                                                                   | Real Madrid                                                           | La Industria, Barcellona                                              | 6.000                                                                 |
| 1917          | Real Madrid                                                           | 2-1                                                                   | Arenas Getxo                                                          | La Industria, Barcellona                                              | 2.500                                                                 |
| 1918          | Real Unión                                                            | 2-0                                                                   | Real Madrid                                                           | Campo de O'Donnell, Madrid                                            | —                                                                     |
| 1919          | Arenas Getxo                                                          | 5-2                                                                   | Barcellona                                                            | Martínez Campos, Madrid                                               | —                                                                     |
| 1920          | Barcellona                                                            | 2-0                                                                   | Athletic Bilbao                                                       | Stadio El Molinón, Gijón                                              | 10.000                                                                |
| 1921          | Athletic Bilbao                                                       | 4-1                                                                   | Atlético Madrid                                                       | San Mamés, Bilbao                                                     | 15.000                                                                |
| 1922          | Barcellona                                                            | 5-1                                                                   | Real Unión                                                            | Coia, Vigo                                                            | 12.000                                                                |
| 1923          | Athletic Bilbao                                                       | 1-0                                                                   | CE Europa                                                             | Camp de Les Corts, Barcellona                                         | 30.000                                                                |
| 1924          | Real Unión                                                            | 1-0                                                                   | Real Madrid                                                           | Stadio di Atocha, San Sebastián                                       | —                                                                     |
| 1925          | Barcellona                                                            | 2-0                                                                   | Arenas Getxo                                                          | Campo de la Reina Victoria, Siviglia                                  | 6.000                                                                 |
| 1926          | Barcellona                                                            | 3-2                                                                   | Atlético Madrid                                                       | Mestalla, Valencia                                                    | 17.000                                                                |
| 1927          | Real Unión                                                            | 1-0                                                                   | Arenas Getxo                                                          | Stadio Torrero, Saragozza                                             | 16.000                                                                |
| 1928          | Barcellona                                                            | 3-1                                                                   | Real Sociedad                                                         | Campos de Sport de El Sardinero, Santander                            | 18.000                                                                |
| 1928-1929     | Espanyol                                                              | 2-1                                                                   | Real Madrid                                                           | Mestalla, Valencia                                                    | 25.000                                                                |
| 1930          | Athletic Bilbao                                                       | 3-2                                                                   | Real Madrid                                                           | Montjuïc, Barcellona                                                  | 63.000                                                                |
| 1931          | Athletic Bilbao                                                       | 3-1                                                                   | Betis                                                                 | Stadio di Chamartín, Madrid                                           | 20.000                                                                |
| 1932          | Athletic Bilbao                                                       | 1-0                                                                   | Barcellona                                                            | Stadio di Chamartín, Madrid                                           | 25.000                                                                |
| 1933          | Athletic Bilbao                                                       | 2-1                                                                   | Real Madrid                                                           | Montjuïc, Barcellona                                                  | 60.000                                                                |
| 1934          | Real Madrid                                                           | 2-1                                                                   | Valencia                                                              | Montjuïc, Barcellona                                                  | 46.000                                                                |
| 1935          | Siviglia                                                              | 3-0                                                                   | Sabadell                                                              | Stadio di Chamartín, Madrid                                           | 15.000                                                                |
| 1936          | Real Madrid                                                           | 2-1                                                                   | Barcellona                                                            | Mestalla, Valencia                                                    | 22.000                                                                |
| 1937-1938     | Il torneo non è stato disputato a causa della guerra civile spagnola. | Il torneo non è stato disputato a causa della guerra civile spagnola. | Il torneo non è stato disputato a causa della guerra civile spagnola. | Il torneo non è stato disputato a causa della guerra civile spagnola. | Il torneo non è stato disputato a causa della guerra civile spagnola. |
| 1939          | Siviglia                                                              | 6-2                                                                   | Racing Ferrol                                                         | Montjuïc, Barcellona                                                  | 60.000                                                                |
| 1940          | Espanyol                                                              | 3-2                                                                   | Real Madrid                                                           | Campo de Fútbol de Vallecas, Madrid                                   | 20.000                                                                |
| 1941          | Valencia                                                              | 3-1                                                                   | Espanyol                                                              | Stadio di Chamartín, Madrid                                           | 23.000                                                                |
| 1942          | Barcellona                                                            | 4-3                                                                   | Athletic Bilbao                                                       | Stadio di Chamartín, Madrid                                           | 30.000                                                                |
| 1943          | Athletic Bilbao                                                       | 1-0                                                                   | Real Madrid                                                           | Stadio metropolitano, Madrid                                          | 50.000                                                                |
| 1944          | Athletic Bilbao                                                       | 2-0                                                                   | Valencia                                                              | Montjuïc, Barcellona                                                  | 65.000                                                                |
| 1944-1945     | Athletic Bilbao                                                       | 3-2                                                                   | Valencia                                                              | Montjuïc, Barcellona                                                  | 55.000                                                                |
| 1946          | Real Madrid                                                           | 3-1                                                                   | Valencia                                                              | Montjuïc, Barcellona                                                  | 60.000                                                                |
| 1947          | Real Madrid                                                           | 2-0                                                                   | Espanyol                                                              | Stadio Riazor, La Coruña                                              | 30.000                                                                |
| 1947-1948     | Siviglia                                                              | 4-1                                                                   | Celta Vigo                                                            | Nuevo Chamartín, Madrid                                               | 55.000                                                                |
| 1948-1949     | Valencia                                                              | 1-0                                                                   | Athletic Bilbao                                                       | Nuevo Chamartín, Madrid                                               | 70.000                                                                |
| 1949-1950     | Athletic Bilbao                                                       | 4-1                                                                   | Real Valladolid                                                       | Nuevo Chamartín, Madrid                                               | 80.000                                                                |
| 1951          | Barcellona                                                            | 3-0                                                                   | Real Sociedad                                                         | Nuevo Chamartín, Madrid                                               | 75.000                                                                |
| 1952          | Barcellona                                                            | 4-2                                                                   | Valencia                                                              | Nuevo Chamartín, Madrid                                               | 80.000                                                                |
| 1952-1953     | Barcellona                                                            | 2-1                                                                   | Athletic Bilbao                                                       | Nuevo Chamartín, Madrid                                               | 67.145                                                                |
| 1954          | Valencia                                                              | 3-0                                                                   | Barcellona                                                            | Nuevo Chamartín, Madrid                                               | 110.000                                                               |
| 1954-1955     | Athletic Bilbao                                                       | 1-0                                                                   | Siviglia                                                              | Santiago Bernabéu, Madrid                                             | 100.000                                                               |
| 1955-1956     | Athletic Bilbao                                                       | 2-1                                                                   | Atlético Madrid                                                       | Santiago Bernabéu, Madrid                                             | 125.000                                                               |
| 1957          | Barcellona                                                            | 1-0                                                                   | Espanyol                                                              | Montjuïc, Barcellona                                                  | 75.000                                                                |
| 1958          | Athletic Bilbao                                                       | 2-0                                                                   | Real Madrid                                                           | Santiago Bernabéu, Madrid                                             | 100.000                                                               |
| 1958-1959     | Barcellona                                                            | 4-1                                                                   | Granada                                                               | Santiago Bernabéu, Madrid                                             | 90.000                                                                |
| 1959-1960     | Atlético Madrid                                                       | 3-1                                                                   | Real Madrid                                                           | Santiago Bernabéu, Madrid                                             | 100.000                                                               |
| 1960-1961     | Atlético Madrid                                                       | 3-2                                                                   | Real Madrid                                                           | Santiago Bernabéu, Madrid                                             | 120.000                                                               |
| 1961-1962     | Real Madrid                                                           | 2-1                                                                   | Siviglia                                                              | Santiago Bernabéu, Madrid                                             | 90.000                                                                |
| 1962-1963     | Barcellona                                                            | 3-1                                                                   | Real Saragozza                                                        | Camp Nou, Barcellona                                                  | 90.000                                                                |
| 1963-1964     | Real Saragozza                                                        | 2-1                                                                   | Atlético Madrid                                                       | Santiago Bernabéu, Madrid                                             | 75.000                                                                |
| 1964-1965     | Atlético Madrid                                                       | 1-0                                                                   | Real Saragozza                                                        | Santiago Bernabéu, Madrid                                             | 90.000                                                                |
| 1965-1966     | Real Saragozza                                                        | 2-0                                                                   | Athletic Bilbao                                                       | Santiago Bernabéu, Madrid                                             | 95.000                                                                |
| 1966-1967     | Valencia                                                              | 2-1                                                                   | Athletic Bilbao                                                       | Santiago Bernabéu, Madrid                                             | 100.000                                                               |
| 1967-1968     | Barcellona                                                            | 1-0                                                                   | Real Madrid                                                           | Santiago Bernabéu, Madrid                                             | 100.000                                                               |
| 1969          | Athletic Bilbao                                                       | 1-0                                                                   | Elche                                                                 | Santiago Bernabéu, Madrid                                             | 120.000                                                               |
| 1969-1970     | Real Madrid                                                           | 3-1                                                                   | Valencia                                                              | Camp Nou, Barcellona                                                  | 80.000                                                                |
| 1970-1971     | Barcellona                                                            | 4-3                                                                   | Valencia                                                              | Santiago Bernabéu, Madrid                                             | 100.000                                                               |
| 1971-1972     | Atlético Madrid                                                       | 2-1                                                                   | Valencia                                                              | Santiago Bernabéu, Madrid                                             | 100.000                                                               |
| 1972-1973     | Athletic Bilbao                                                       | 2-0                                                                   | Castellón                                                             | Vicente Calderón, Madrid                                              | 64.200                                                                |
| 1973-1974     | Real Madrid                                                           | 4-0                                                                   | Barcellona                                                            | Vicente Calderón, Madrid                                              | 48.000                                                                |
| 1974-1975     | Real Madrid                                                           | 0-0 (4-3 dtr)                                                         | Atlético Madrid                                                       | Vicente Calderón, Madrid                                              | 60.000                                                                |
| 1975-1976     | Atlético Madrid                                                       | 1-0                                                                   | Real Saragozza                                                        | Santiago Bernabéu, Madrid                                             | 80.000                                                                |
| 1976-1977     | Betis                                                                 | 2-2 (8-7 dtr)                                                         | Athletic Bilbao                                                       | Vicente Calderón, Madrid                                              | 70.000                                                                |
| 1977-1978     | Barcellona                                                            | 3-1                                                                   | Las Palmas                                                            | Santiago Bernabéu, Madrid                                             | 60.000                                                                |
| 1978-1979     | Valencia                                                              | 2-0                                                                   | Real Madrid                                                           | Vicente Calderón, Madrid                                              | 70.000                                                                |
| 1979-1980     | Real Madrid                                                           | 6-1                                                                   | Castilla                                                              | Santiago Bernabéu, Madrid                                             | 65.000                                                                |
| 1980-1981     | Barcellona                                                            | 3-1                                                                   | Sporting Gijón                                                        | Vicente Calderón, Madrid                                              | 50.000                                                                |
| 1981-1982     | Real Madrid                                                           | 2-1                                                                   | Sporting Gijón                                                        | José Zorrilla, Valladolid                                             | 30.000                                                                |
| 1982-1983     | Barcellona                                                            | 2-1                                                                   | Real Madrid                                                           | La Romareda, Saragozza                                                | 35.000                                                                |
| 1983-1984     | Athletic Bilbao                                                       | 1-0                                                                   | Barcellona                                                            | Santiago Bernabéu, Madrid                                             | 100.000                                                               |
| 1984-1985     | Atlético Madrid                                                       | 2-1                                                                   | Athletic Bilbao                                                       | Santiago Bernabéu, Madrid                                             | 85.000                                                                |
| 1985-1986     | Real Saragozza                                                        | 1-0                                                                   | Barcellona                                                            | Vicente Calderón, Madrid                                              | 45.000                                                                |
| 1986-1987     | Real Sociedad                                                         | 2-2 (4-2 dtr)                                                         | Atlético Madrid                                                       | La Romareda, Saragozza                                                | 37.000                                                                |
| 1987-1988     | Barcellona                                                            | 1-0                                                                   | Real Sociedad                                                         | Santiago Bernabéu, Madrid                                             | 70.000                                                                |
| 1988-1989     | Real Madrid                                                           | 1-0                                                                   | Real Valladolid                                                       | Vicente Calderón, Madrid                                              | 30.000                                                                |
| 1989-1990     | Barcellona                                                            | 2-0                                                                   | Real Madrid                                                           | Luis Casanova, Valencia                                               | 44.240                                                                |
| 1990-1991     | Atlético Madrid                                                       | 1-0                                                                   | Maiorca                                                               | Santiago Bernabéu, Madrid                                             | 60.000                                                                |
| 1991-1992     | Atlético Madrid                                                       | 2-0                                                                   | Real Madrid                                                           | Santiago Bernabéu, Madrid                                             | 70.000                                                                |
| 1992-1993     | Real Madrid                                                           | 2-0                                                                   | Real Saragozza                                                        | Luis Casanova, Valencia                                               | 42.000                                                                |
| 1993-1994     | Real Saragozza                                                        | 0-0 (5-4 dtr)                                                         | Celta Vigo                                                            | Vicente Calderón, Madrid                                              | 60.000                                                                |
| 1994-1995     | Deportivo La Coruña                                                   | 2-1                                                                   | Valencia                                                              | Santiago Bernabéu, Madrid                                             | 95.000                                                                |
| 1995-1996     | Atlético Madrid                                                       | 1-0                                                                   | Barcellona                                                            | La Romareda, Saragozza                                                | 37.000                                                                |
| 1996-1997     | Barcellona                                                            | 3-2                                                                   | Betis                                                                 | Santiago Bernabéu, Madrid                                             | 82.498                                                                |
| 1997-1998     | Barcellona                                                            | 1-1 (5-4 dtr)                                                         | Maiorca                                                               | Mestalla, Valencia                                                    | 54.000                                                                |
| 1998-1999     | Valencia                                                              | 3-0                                                                   | Atlético Madrid                                                       | La Cartuja, Siviglia                                                  | 45.000                                                                |
| 1999-2000     | Espanyol                                                              | 2-1                                                                   | Atlético Madrid                                                       | Mestalla, Valencia                                                    | 55.000                                                                |
| 2000-2001     | Real Saragozza                                                        | 3-1                                                                   | Celta Vigo                                                            | La Cartuja, Siviglia                                                  | 38.000                                                                |
| 2001-2002     | Deportivo La Coruña                                                   | 2-1                                                                   | Real Madrid                                                           | Santiago Bernabéu, Madrid                                             | 75.000                                                                |
| 2002-2003     | Maiorca                                                               | 3-0                                                                   | Recreativo Huelva                                                     | Martínez Valero, Elche                                                | 35.000                                                                |
| 2003-2004     | Real Saragozza                                                        | 3-2 (dts)                                                             | Real Madrid                                                           | Lluís Companys, Barcellona                                            | 54.000                                                                |
| 2004-2005     | Betis                                                                 | 2-1 (dts)                                                             | Osasuna                                                               | Vicente Calderón, Madrid                                              | 55.000                                                                |
| 2005-2006     | Espanyol                                                              | 4-1                                                                   | Real Saragozza                                                        | Santiago Bernabéu, Madrid                                             | 78.000                                                                |
| 2006-2007     | Siviglia                                                              | 1-0                                                                   | Getafe                                                                | Santiago Bernabéu, Madrid                                             | 80.000                                                                |
| 2007-2008     | Valencia                                                              | 3-1                                                                   | Getafe                                                                | Vicente Calderón, Madrid                                              | 54.000                                                                |
| 2008-2009     | Barcellona                                                            | 4-1                                                                   | Athletic Bilbao                                                       | Mestalla, Valencia                                                    | 50.000                                                                |
| 2009-2010     | Siviglia                                                              | 2-0                                                                   | Atlético Madrid                                                       | Camp Nou, Barcellona                                                  | 93.000                                                                |
| 2010-2011     | Real Madrid                                                           | 1-0 (dts)                                                             | Barcellona                                                            | Mestalla, Valencia                                                    | 55.000                                                                |
| 2011-2012     | Barcellona                                                            | 3-0                                                                   | Athletic Bilbao                                                       | Vicente Calderón, Madrid                                              | 54.850                                                                |
| 2012-2013     | Atlético Madrid                                                       | 2-1 (dts)                                                             | Real Madrid                                                           | Santiago Bernabéu, Madrid                                             | 80.000                                                                |
| 2013-2014     | Real Madrid                                                           | 2-1                                                                   | Barcellona                                                            | Mestalla, Valencia                                                    | 52.953                                                                |
| 2014-2015     | Barcellona                                                            | 3-1                                                                   | Athletic Bilbao                                                       | Camp Nou, Barcellona                                                  | 99.354                                                                |
| 2015-2016     | Barcellona                                                            | 2-0 (dts)                                                             | Siviglia                                                              | Vicente Calderón, Madrid                                              | 54.907                                                                |
| 2016-2017     | Barcellona                                                            | 3-1                                                                   | Alavés                                                                | Vicente Calderón, Madrid                                              | 45.000                                                                |
| 2017-2018     | Barcellona                                                            | 5-0                                                                   | Siviglia                                                              | Wanda Metropolitano, Madrid                                           | 62.623                                                                |
| 2018-2019     | Valencia                                                              | 2-1                                                                   | Barcellona                                                            | Benito Villamarín, Siviglia                                           | 53.698                                                                |
| 2019-2020     | Real Sociedad                                                         | 1-0                                                                   | Athletic Bilbao                                                       | La Cartuja, Siviglia                                                  | 0                                                                     |
| 2020-2021     | Barcellona                                                            | 4-0                                                                   | Athletic Bilbao                                                       | La Cartuja, Siviglia                                                  | 0                                                                     |
| 2021-2022     | Betis                                                                 | 1-1 (5-4 dtr)                                                         | Valencia                                                              | La Cartuja, Siviglia                                                  | 53.387                                                                |
| 2022-2023     | Real Madrid                                                           | 2-1                                                                   | Osasuna                                                               | La Cartuja, Siviglia                                                  | 55.579                                                                |
| 2023-2024     | Athletic Bilbao                                                       | 1-1 (4-2 dtr)                                                         | Maiorca                                                               | La Cartuja, Siviglia                                                  | 57.619                                                                |
| 2024-2025     | Barcellona                                                            | 3-2 (dts)                                                             | Real Madrid                                                           | La Cartuja, Siviglia                                                  |                                                                       |

## Titoli per club
| Club                | Vittorie | Anni |
| ------------------- | -------- | --- |
| Barcellona          | 32       | 1910, 1912, 1913, 1920, 1922, 1925, 1926, 1928, 1942, 1951, 1952, 1953, 1957, 1959, 1963, 1968, 1971, 1978, 1981, 1983, 1988, 1990, 1997, 1998, 2009, 2012, 2015, 2016, 2017, 2018, 2021, 2025 |
| Athletic Bilbao     | 24       | 1903, 1904, 1910, 1911, 1914, 1915, 1916, 1921, 1923, 1930, 1931, 1932, 1933, 1943, 1944, 1945, 1950, 1955, 1956, 1958, 1969, 1973, 1984, 2024                                                 |
| Real Madrid         | 20       | 1905, 1906, 1907, 1908, 1917, 1934, 1936, 1946, 1947, 1962, 1970, 1974, 1975, 1980, 1982, 1989, 1993, 2011, 2014, 2023                                                                         |
| Atlético Madrid     | 10       | 1960, 1961, 1965, 1972, 1976, 1985, 1991, 1992, 1996, 2013 |
| Valencia            | 8        | 1941, 1949, 1954, 1967, 1979, 1999, 2008, 2019 |
| Real Saragozza      | 6        | 1964, 1966, 1986, 1994, 2001, 2004 |
| Siviglia            | 5        | 1935, 1939, 1948, 2007, 2010 |
| Real Unión          | 4        | 1913, 1918, 1924, 1927 |
| Espanyol            | 4        | 1929, 1940, 2000, 2006 |
| Real Sociedad       | 3        | 1909, 1987, 2020 |
| Betis               | 3        | 1977, 2005, 2022 |
| Deportivo La Coruña | 2        | 1995, 2002 |
| Arenas Getxo        | 1        | 1919 |
| Maiorca             | 1        | 2003 |